# Матч за звание чемпиона мира по международным шашкам 1975/76
Матч за звание чемпиона мира по международным шашкам между действующим чемпионом гроссмейстером Тони Сейбрандсом (Нидерланды) и победителем турнира претендентов 1974 года гроссмейстером Исером Куперманом (СССР) должен был состояться в 1975 или 1976 году. Из-за отказа Сейбрандса защищать свой титул матч не состоялся, и 21 ноября 1975 года Исер Куперман был Всемирной федерацией шашек (ФМЖД) объявлен чемпионом мира.

## История несостоявшегося матча
Турнир претендентов для выявления соперника Тони Сейбрандса в матче за мировой чемпионский титул был назначен Всемирной федерацией шашек на ноябрь 1974 года. Матч за звание чемпиона мира предполагалось провести в 1975 году. Но уже 28 июня 1974 года Сейбрандс сделал заявление для голландской прессы о своём нежелании участвовать в крупных международных соревнованиях, о намерении отказаться от обязанностей тренера национальной сборной и, наконец, о своём решении не защищать свой титул чемпиона мира. 2 сентября этого же года Сейбрандс подтвердил своё решение в письме, опубликованном в голландских газетах. Таким образом, ноябрьский турнир претендентов с высокой вероятностью выявлял не просто претендента, а будущего чемпиона мира. Турнир завершился 14 ноября, и победу в нём одержал советский гроссмейстер Исер Куперман. По окончании турнира Сейбрандс направил официальное письмо в ФМЖД, ещё раз подтвердив свой отказ от титула. Тем не менее, 9 августа 1975 года на Ассамблее ФМЖД было принято решение о проведении матча между Сейбрандсом и Куперманом в Голландии в марте 1976 года. Сейбрандс от своего решения не отказался, и 21 ноября 1975 года ФМЖД провозгласила Купермана чемпионом мира. Церемония награждения Купермана состоялась 16 декабря 1975 года в Московском дворце пионеров и школьников. Президент ФМЖД Губерт ван дер Фрейде вручил Куперману золотую медаль чемпиона и увенчал его лавровым венком. На сайте ФМЖД в списке чемпионов мира Куперман указан чемпионом за 1974 год.

## Причины решения Сейбрандса
Гроссмейстер Анатолий Гантварг полагал, что поступок Сейбрандса был вызван противоречием между творческой и спортивной сторонами игры:

Он мечтал не просто стать чемпионом мира, а показать все, на что способен. Олимпийский турнир 1972 года он выиграл блестяще, но в матче с Андрейко эстетическая сторона уступила спортивной. Это угнетало взыскательного художника. Наступила депрессия, которую я охарактеризовал бы как самоотравление успехом. В шашках Тон достиг всего: с исключительно высокими результатами выигрывал чемпионаты Голландии, Европы, мира. Повторять все это уже не было никакого желания.
В советском еженедельнике «64» со ссылкой на голландский журнал «В мире шашек» сообщалось, что одной из причин отказа стало решение Федерации шашек Голландии, согласно которому Сейбрандса не допустили в финал чемпионата страны, а заставили прежде играть в полуфинале. Как говорилось в сообщение, данное решение не соответствует представлениям Сейбрандса о правах чемпиона мира. В своём телеинтервью комментатору Феликсу Гейзинге Сейбрандс заявил, что принял решение о прекращении борьбы за мировое первенство после того, как его матч с Андрейко «был самым обидным образом освещён журналистами» (из-за большого количества ничьих), в результате чего «шашки потеряли часть своей популярности».
Бывший тренер Купермана Юрий Барский считает, что одной из причин отказа Сейбрандса от борьбы за мировое первенство стал сговор между Андрейко и Куперманом, в рамках которого они стали поочерёдно в турнирах намеренно проигрывать друг другу партии. Барский пишет, что в 1972 году Сейбрандс во время матча СССР-Нидерланды, уже будучи чемпионом мира, демонстративно играл на пятой доске, чтобы не встречаться за доской с Андрейко или Куперманом.